# Скапула (консул 139 г.)
Вижте пояснителната страница за други личности с името Скапула.
Гай Юлий Скапула (на латински: Gaius Iulius Scapula) е политик и сенатор на Римската империя през 2 век.
През 139 г. той е суфектконсул.